# Lúcio Valério Propinquo
Lúcio Valério Propinquo (em latim: Lucius Valerius Propinquus) foi um senador romano nomeado cônsul sufecto em 1 de março de 126 para terminar o nundínio de janeiro a abril no lugar de Caio Égio Ambíbulo e com Marco Ânio Vero como colega. Seu nome completo foi reconstruído por Géza Alföldy com base numa inscrição fragmentária encontrada em Tarraco, na Hispânia Tarraconense: Lúcio Valério Pompônio Grânio Grácio [Cerial?] Gemínio Restituto (em latim: Lucius Valerius Pomponius Granius Grattius [? Cerealis] Geminius Restitutus). Era originário de Liria, na Tarraconense.

## Carreira
Por causa do precário estado de preservação da inscrição tarraconense, apenas uns poucos cargos de Propinquo são conhecidos com certeza. O mais antigo foi o de legado da Legio VI Victrix por volta de 120. O historiador Anthony Birley afirma não ter certeza se Propinquo serviu neste posto antes ou depois da transferência desta legião para a Britânia (122) e nem se ele foi predecessor ou sucessor de Públio Túlio Varrão, cônsul em 127, e que sabidamente comandou esta mesma legião nesta época.
A inscrição indica que ele foi, em seguida, nomeado governador de uma província, mas o nome dela se perdeu, com exceção da primeira letra, "A". Apesar de Arábia Pétrea ser uma possibilidade, Birley acredita que é um candidato mais provável seja a Gália Aquitânia (geralmente chamada apenas de "Aquitania" em latim nesta época). Werner Eck concorda com Birley e data seu mandato entre 123/124-124/125. Depois do consulado, Propinquo foi nomeado superintendente das margens do Tibre (cura alvei Tiberius) e foi admitido entre os quindecênviros dos fatos sagrados, um dos quatro mais prestigiosos colégios de Roma. Finalmente, Propinquo foi nomeado para governar duas províncias, a Germânia Inferior (130/131-132/133), e a Ásia (140-141), um posto considerado como o ápice de uma carreira senatorial bem sucedida (assim como a África).